# Jānis Rozītis
Jānis Rozītis (* 7. Märzjul. / 20. März 1913greg. in Sliwen; † 3. Mai 1942 in Riga) war ein lettischer Fußball- und Eishockeyspieler.

## Karriere und Leben

### Fußball
Jānis Rozītis begann seine Fußballkarriere beim RFK Riga. Mit dem Verein wurde er in den 1930er Jahren zweimal lettischer Meister. Ab 1937 spielte er beim FK VEF Riga, einer Betriebsmannschaft der staatlichen elektrotechnischen Fabrik (Valsts elektrotehniskā fabrika).
Am 10. Juni 1934 bestritt Rozītis sein erstes Länderspiel in der lettischen Fußballnationalmannschaft in einem Freundschaftsspiel gegen Litauen in Kaunas. Sein erstes Tor für Lettland erzielte er fast auf den Tag genau ein Jahr später, am 12. Juni 1935 gegen Estland. Mit der lettischen Mannschaft nahm er 1935, 1937 und 1938 am Baltic Cup teil.
Insgesamt absolvierte er zwischen 1934 und 1939 26 Länderspiele für Lettland, in denen der Stürmer sieben Tore erzielte.

### Eishockey
Jānis Rozītis nahm mit der lettischen Eishockeynationalmannschaft im Jahr 1936 an den Olympischen Winterspielen in Garmisch-Partenkirchen teil.

### Tod
Rozītis starb am 3. Mai 1942 bei einem Unfall im Alter von 29 Jahren.

## Erfolge
mit RFK Riga:
- Lettischer Meister: 1934, 1935

mit Lettland:
- Baltic Cup: 1937